# 贝卢瓦
贝卢瓦（法語：Belloy，法語發音：[bɛlwa]）是法国瓦兹省的一个市镇，位于该省北部略偏东，属于贡比涅区。

## 地理
贝卢瓦（49°32'8"N, 2°39'15"E）面积2.98 平方千米，位于法国上法蘭西大區瓦兹省，该省份为法国北部内陆省份，北起索姆省，西接厄尔省和滨海塞纳省，南至塞纳-马恩省和瓦兹河谷省，东临埃纳省。
与贝卢瓦接壤的市镇（或旧市镇、城区）包括：拉托勒、梅里拉巴塔耶、阿龙德河畔讷维。

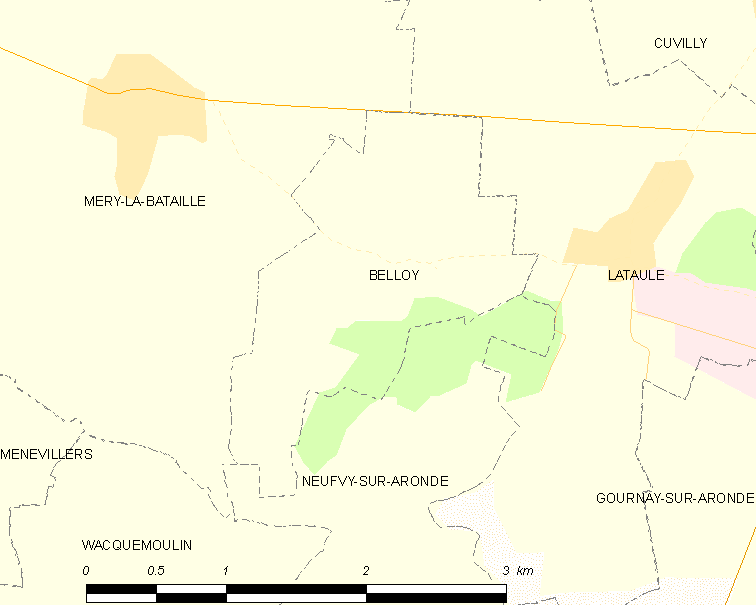
贝卢瓦的OSM定位图

贝卢瓦的时区为UTC+01:00、UTC+02:00（夏令时）。

## 行政
贝卢瓦的邮政编码为60490，INSEE市镇编码为60061。

## 政治
贝卢瓦所属的省级选区为埃斯特雷圣但尼县。

## 人口

1962-2008年间贝卢瓦人口变化图示

贝卢瓦于2022年1月1日时的人口数量为70人。